# 種子屋久高速船
種子屋久高速船（日语：／ Taneyaku Kōsokusen */?）是岩崎產業及市丸組合資的快速客運渡輪服務公司，由種子屋久高速船株式會社營運，於2012年由上述公司轄下的高速船部門合併而成，主要營辦鹿兒島、種子島、屋久島及指宿市之間的航線。

## 歷史及背景
種子屋久高速船的大股東分別為岩崎產業及市丸組。在2012年合併為種子屋久高速船之前，岩崎產業轄下鹿兒島商船，以及市丸組轄下的Comso Line均有營運鹿兒島高速客輪服務。
岩崎產業屬下的鹿兒島商船早於1989年起經營鹿兒島、種子島及屋久島之間的航線。
及後，市丸組轄下Comso Line亦在2003年成立，成為第二家經營上述航線的公司。
岩崎產業與市丸組的水翼船業務在2012年1月20日合併為種子屋久高速船，並於同年4月1日起改以種子屋久高速船名義營運 。種子屋久高速船現時分別向關聯公司（鹿兒島商船及Comso Line）租賃船隻連品牌的方式，支配與香港噴射飛航（現役6艘，全盛期曾有16艘）規模相同、共6艘的波音929船隊。

## 主要股東
- 岩崎產業（54%）
- 市丸組（27%）
- 其他國內金融機構等（19%）

## 船隊

### Jetfoil 929
波音Jetfoil 929，由關聯公司-鹿兒島商船及Comso Line租予種子屋久高速船使用，前身分別為二者直屬船隊。款式為單體水翼船，24.44米長，267噸，定員介乎230-260名不等，搭載2具勞斯萊斯 Allison 501KF燃氣渦輪機為噴水推進器提供動力，以柴油為燃料，最高航速45節，由波音公司及川崎重工業分別在美國及日本建造。註冊地均為種子島的西之表港。
929-115型
| 船名     | 圖片 | 建造年份  | 定員  | 備註                                          | 航速 （準確至個位數） | 持有者     |
| Toppy 7  |      | 1978年6月 | 247人 | 2006年12月發生撞船事故後易名，此前原名Toppy 4 | 45節                  | 鹿兒島商船 |
| Rocket 2 |      | 1984年6月 | 256人 | 原沙特阿拉伯皇家遊艇「阿卜杜拉阿齊茲二號」    | 45節                  | Comso Line |

929-117型
| 船名     | 圖片 | 建造年份  | 定員  | 備註                                                    | 航速 （準確至個位數） | 持有者     |
| Rocket 3 |      | 1990年7月 | 243人 | 原JR九州高速船「甲蟲號」，易手後曾易名Rocket            | 45節                  | Comso Line |
| Toppy 2  |      | 1992年4月 | 260人 | 不適用                                                  | 45節                  | 鹿兒島商船 |
| Toppy 3  |      | 1995年3月 | 260人 | 不適用                                                  | 45節                  | 鹿兒島商船 |
| Rocket 1 |      | 1994年6月 | 230人 | 原關西機場接駁船「翡翠翼號」；最後一艘生產的Jetfoil 929 | 45節                  | Comso Line |

## 已易手船隊
1. 日本川崎Jetfoil 929-117水翼船
  - Toppy 5，1975年建造，服役期2007-2014（2012-2014年租予種子屋久高速船），於2014年3月1日由鹿兒島商船轉售隱岐汽船，命名為Rainbow Jet